# Enric Reyna
Enric Reyna i Martínez (Barcelona, 15 de mayo de 1940) es un constructor de Barcelona, más conocido por haber sido el 37.º Presidente del Fútbol Club Barcelona el 12 de febrero de 2003, tras la dimisión de Joan Gaspart.

## 86 días en el cargo
Enric Reyna se sumó a la dirección del FC Barcelona en 2000 durante la etapa de Joan Gaspart. En diciembre de 2002, fue nombrado vicepresidente del club, y presidente a partir del 12 de febrero de 2003. Dejó paso a la junta gestora que dirigía Joan Trayter cuya tarea era la de organizar las elecciones. Abandonó su puesto el 6 de mayo de 2003.